# ولایات ثلاث
ولایات ثلاث یکی از ولایت‌های ایران در بخشی از دوره قاجار بوده ‌است. این ولایت در غرب ایران و جنوب استان همدان فعلی قرار داشته و شامل سه شهر ملایر، نهاوند و تویسرکان بوده است. حدود این ولایت منطبق با منطقه جنوب  کوهستان الوند در استان همدان کنونی است که سه شهرستان ملایر، نهاوند و تویسرکان را شامل می‌شود.مردم ولایت ثلاث لرهای ثلاثی بوده که هم اکنون نیز در این مناطق زندگی میکنند
مردم این منطقه را ایل ها و طوایف  قوم لر  تشکیل میدهند ، در کتاب زبده التواریخ اثر حافظ ابرو نگارش ۷۷۰ هجری قمری ، این مناطق را جز سرزمین لرکوچک ذکر کرده است. در تاریخ کردستان اثر شیخ مردوخ کردستانی از این منطقه به عنوان یکی از ولایت های بزرگ لرستان ذکر شده است. در سفرنامه هوگوگروته از ناون ، توی سرکان و ملایر  به عنوان شهر های لرهای فیلی ذکر شده است.
سیف الدوله قاجار در سفرنامه خود به ولایت ثلاث ذکر می‌کند که مردم نهاوند ،   ملایر  و  تویسرکان  از  ایل ها و طوایف لر می‌باشند.
امروزه نهاوند به همراه ملایر و تویسرکان یکی از سه شهرستان لرنشین استان همدان محسوب می‌شود، اکثریت ساکنین این شهرستان ها  لر یا لرتبار  می‌باشند.که به گویش لری ثلاثی سخن می‌گویند.در وبگاه رسمی استان همدان و استانداری استان همدان ،  مردم این شهرستان ها  از قوم لر می باشند که به زبان لری سخن می‌گویند.
دانشنامهایرانیکا نیز مینویسد مردم نهاوند ، ملایر ، تویسرکان  لرهایی هستند که لری شمالی را به عنوان زبان مادری سخن می گویندکه اکثر مردم این ولایت لر   بوده اند.

## تاریخچه
اصطلاح ولایت ثلاث در تقسیم‌بندی‌های کشوری دوره ناصرالدین‌شاه قاجار ایجاد شد و شامل دولت‌آباد (شهر ملایر)، نهاوند و تویسرکان می‌شد. ملایر شهری حاکم‌نشین بود و کلیه دفاتر دولتی و اداری در آنجا متمرکز بودند این ولایت در زمان اتابکان لر بخشی از سرزمین لر کوچک بود که پس از فروپاشی آن خود ولایتی شد و در زمان پهلوی به استان پنجم افزوده شد.